# Sophia Saller
Sophia Saller (Múnich, 20 de marzo de 1994) es una deportista alemana que compitió en triatlón. Ganó dos medallas de plata en el Campeonato Europeo de Triatlón de 2014.

## Palmarés internacional
| Campeonato Europeo | Campeonato Europeo  | Campeonato Europeo | Campeonato Europeo |
| Año                | Lugar               | Medalla            | Prueba             |
| ------------------ | ------------------- | ------------------ | ------------------ |
| 2014               | Kitzbühel (Austria) | Medalla de plata   | Individual         |
| 2014               | Kitzbühel (Austria) | Medalla de plata   | Relevo mixto       |